# عظاءات جبهية
عظاءات جبهية (الاسم العلمي: Metoposauridae)، فصيلة منقرضة من مقسومات الفقار. الفصيلة معروفة من العصر الترياسي. معظم أنواعه كبيرة القد، يبلغ طولها حوالي 1.5 متر (4.9 قدم) ويمكن أن يصل أقصى طول لها إلى 3 أمتار.